# Єне Бранді
Єне Бранді (угор. Jenő Brandi, 13 травня 1913 — 4 грудня 1980) — угорський ватерполіст.
Олімпійський чемпіон 1936 року, срібний призер 1948 року.